# أبو قرن مجعد
أبو قرن مجعد (الاسم العلمي: Aceros corrugatus) هو نوع من فصيلة أبو قرن.